# 黑店 (电影)
《黑店》（英語：The Black Tavern）是由叶荣祖执导的电影，由谷峰、施思等領銜主演的香港電影。该电影主要讲述一些武林恶人，为了得到海官人的财宝，而纷纷的来到了一家客栈的故事。。

## 劇情簡介
一日，江湖传言海官人会拿着财宝路过一家客栈，于是武林恶人为了得到这些财宝，纷纷的来到了一家海官人必经的客栈准备得到这些东西。
随后，这些武林恶人为了能让财宝不分给别人，于是纷纷的将其他武林恶人杀死。
可是令这些人没想到的是，这实际上是女侠张彩萍为了除掉武林恶人设计的计策……
随后，贪财的武林恶人就纷纷的被张彩萍和查小玉除掉……

## 演员表
- 谷峰 饰 郑寿山
- 施思 饰 张彩萍
- 董力 饰 查小玉
- 江玲 饰 荆绿
- 郭竹卿 饰 荆红
- 卫子云 饰 荆虎
- 石天 饰 癫僧
- 杨志卿 饰 海刚峰
- 李皓 饰 贼人
- 王侠 饰 高三风
- 午马 饰 赶尸人
- 元华 饰 伪装僵尸的人[2]

## 備註
1. ↑  .   [2021-12-19]. （原始内容存档于2021-12-19）.
2. ↑  .   [2021-12-19]. （原始内容存档于2021-12-19）.

## 相關連結
- 豆瓣电影上《黑店》的資料 （简体中文）
- 互联网电影数据库（IMDb）上《黑店》的资料（英文）
- 香港影庫上《黑店》的資料（繁體中文）